# Johnny O’Neal
Johnny O’Neal (Detroit, 1956. október 10. –) amerikai dzsesszzongorista, dzsesszénekes. O’Neal játéka a technikai virtuozitástól a leggyengédebb balladaértelmezésig terjed. Bár stílusa egyedülálló, sok régebbi zongorista hatott rá, köztük Oscar Peterson és Art Tatum is.

## Pályakép
1974-ben az alabamai Birminghambe költözött, ahol főállású zenészként dolgozott. Olyan helyi jazz zenészekkel dolgozott együtt, mint Jerry Grundhofer, Dave Amaral, Cleveland Eaton és Ray Reach.
1981-ben New Yorkba költözött, hogy Clark Terryvel tudjon fellépni. Blue Note-nál rendszeres állást kapott, olyan zenészeket kísért, mint Dizzy Gillespie, Ray Brown, Nancy Wilson, Joe Pass és Kenny Burrell.
1982-83-ban az Art Blakey and the Jazz Messengers tagja volt. 1985-ben a Carnegie Hallban lépett föl. Oscar Peterson ajánlására O’Neal Art Tatumot alakította a 2004-es Ray című filmben, újrateremtve Tatum hangját a „Yesterdays” című dalban.
Egy 2006-os DVD, amely O'Nealt a tadása csúcsán örökítette meg, tartalmaz egy interjút Mulgrew Miller zongoristával, aki ott azt mondja:
„Az én nemzedékemben vannak ketten, akik valószínűleg a legtehetségesebbek nálam. Mindketten Detroitból származnak. Az egyik Kenny Garrett, a jól ismert szaxofonos. A másik Johnny O’Neal, a zongorista.”

## Albumok
- 1983: Coming Out
- 1985: Soulful Swinging
- 1985: Live at Baker's Keyboard Lounge
- 1995: On the Montreal Scene
- 2002: In Good Hands
- 2013: Live at Smalls
- 2017: In The Moment

## Filmek
- A „Ray” című 2004-es filmben Ray Charles, (akit Jamie Foxx alakít), Johnny O’Neal elmegy egy éjszakai klubba, hogy megnézze a legendás dzsesszzongorista Art Tatumot.

## Díjak
- 1997: Alabama Jazz Hall of Fame

## Fordítás
Ez a szócikk részben vagy egészben  a   Johnny O'Neal című angol Wikipédia-szócikk ezen változatának fordításán alapul.  Az eredeti cikk szerkesztőit annak laptörténete sorolja fel. Ez a jelzés csupán a megfogalmazás eredetét és a szerzői jogokat jelzi, nem szolgál a cikkben szereplő információk forrásmegjelöléseként.